# Famille Khuen-Héderváry
La famille Khuen-Héderváry (en hongrois : hédervári gróf Khuen-Héderváry család, [kyːn]) était une famille aristocratique hongroise.

## Origines
Le comte Károly Khuen de Belás est le fils du comte Antal Khuen de Belás (1817–1886) et de la baronne Angelika Izdenczi (1823–1894), le petit-fils de Caroline Viczay de Loós et Hédervár (1789-1839) et le neveu de Mária Khuen (1811-1848), elle-même épouse du comte Károly Viczay de Loós et Hédervár (1802–1867) avec lequel elle n'a pas d'enfant. Károly Khuen hérite ainsi du domaine de Hédervár.
Un décret royal daté du 5 décembre 1874 l'autorise à reprendre le nom ancestral de Héderváry et à remplacer de Belás par de Hédervár et à s'appeler à l'avenir Khuen-Héderváry de Hédervár (hédervári Khuen-Héderváry en hongrois).

## Membres notables
- comte Károly Khuen-Héderváry (1849–1918), premier du nom, ban de Croatie et Premier ministre de Hongrie. Époux de la comtesse Margit Teleki (1860-1922) dont:
  - comte Sándor Khuen-Héderváry (1881-1946), chambellan KuK, conseiller privé du roi et diplomate, il fut notamment ambassadeur de Hongrie à Paris (1933-1941). Décoré de l'Ordre de la Couronne de fer de 3e classe et chevalier de l'Ordre de François-Joseph. Marié à Anna Farkas de Alsóeör, sans descendance.
  - comte Károly Khuen-Héderváry (1888-1960), dernier du nom. Industriel et membre de la Chambre des magnats. Lieutenant de hussard durant la Première Guerre mondiale sur les fronts russes et roumain, il est décoré de la croix de fer de 2e classe et de la Signum Laudis avec épées de bronze. Marié à Margit Nemes puis à la baronne Charlotte Lidelof, sans enfant.

## Liens, sources
- Gudenus János József: A magyarországi főnemesség XX. századi geneológiája ("Généalogie du XXe siècle de l'aristocratie hongroise")
- Elek Karsai: Számjeltávirat valamennyi magyar királyi követségnek, Budapest, 1969